# Maki Yuko
Maki Yūkō (槇 有恒, Yūkō Maki) aussi connu sous le nom de Maki Aritsune, né le 5 février 1894 à Sendai et mort le 2 mai 1989 à Tokyo, est un alpiniste et écrivain japonais.

## Biographie
Yuko Maki escalade le Mont Fuji à l'âge de 10 ans.Il effectue beaucoup d'ascensions dans sa jeunesse, notamment le Mont Aso. Il crée un club d'alpinisme à l'Université Keio à Tokyo de laquelle il est diplômé en 1919. Il continue ses études aux États-Unis et en Grande-Bretagne.
Il fait de nombreuses ascensions en Suisse durant la période de 1919 à 1921. Le 10 septembre 1921, il fait la première ascension de l'Eiger, avec les guides Fritz Amatter, Samuel Brawand (en) et Fritz Steuri, par le Mittellegigrat (l'arête est),,,. Il fait une donation de 10,000 francs suisses pour la construction de la Mittellegi Hut (en),,.
En 1922, il fait la première hivernale du mont Yari 3 180 m au Japon. En 1925, avec cinq alpinistes japonais et trois guides suisses, il fait la première ascension du mont Alberta 3 610 m dans les Rocheuses canadiennes. Le Prince Chichibu a sponsorisé l'expédition. En 1926, il est à nouveau dans les Alpes pour faire l'ascension du Cervin par la Zmuttgrat avec le prince Chichibu,.
La Seconde Guerre mondiale empêche une expédition japonaise dans l'Himalaya qu'il devait diriger. En 1956, il dirige la troisième expédition japonaise sur le Manaslu. Toshio Imanishi et le sherpa Gyalzen Norbu feront la première ascension du Manaslu le 9 mai 1956,.

## Publications
- Yuko Maki et T. Imanishi, « The ascent of Manaslu (archive) », Himalayan Journal, no 20,‎ 1957 (lire en ligne, consulté le 28 janvier 2013)
- Aritsune Maki, The ascent of Manaslu, Tokyo, Mainichi, 1956
- Manaslu : For Boys and Girls, Tokyo, Mainichi, 1957